# Hlemmur (album)
Hlemmur is een soundtrackalbum voor de IJslandse documentaire Hlemmur, gecomponeerd door de IJslandse post-rockband Sigur Rós.
Hlemmur werd in 2002 opgenomen. Het album bestaat uit elektronische muziek en is instrumentaal; er is geen zang te horen. Het eerste nummer dat openbaar werd, was "Jósef Tekur Fimmuna í Vinnuna". In mei 2002 werd via sigur-ros.co.uk een MP3 van het nummer verspreid. De gehele cd werd voor het eerst vrijgegeven in begin 2003. Tijdens Sigur Rós-concerten in Europa en Amerika was Hlemmur te koop.
Op 20 augustus 2007 werd er een speciale editie van de documentaire uitgebracht, waarbij de Sigur Rós-soundtrack bijgeleverd werd. Ook aanwezig waren schetsen, gemaakt door de bandleden. Er werden 3.000 kopieën gedrukt. Zowel de 2003-versie van de soundtrack als de speciale editie uit 2007 werden uitgegeven door Krúnk, Sigur Rós' eigen platenlabel.

## Nummers
1. "Jósef Tekur Fimmuna í Vinnuna" - 3:04
 "Jósef neemt de nummer vijf naar het werk"
2. "Hlemmur 1" - 1:38
3. "Fyrsta Ferð" - 2:35
 "De eerste reis"
4. "Vetur" - 1:48
 "Winter"
5. "Hvalir í Útrýmingarhættu" - 3:00
 "Bedreigde walvissen"
6. "Hlemmur 2" - 0:43
7. "Þversögn" - 2:09
 "Paradox"
8. "1970" - 1:14
9. "Jósef Tekur Fimmuna í Vinnuna 2" - 1:47
10. "Ég Mun Læknast!" - 1:54
 "Ik zal herstellen!"
11. "1993" - 1:12
12. "Hlemmur 3" - 1:19
13. "Síðasta Ferð" - 2:38
 "De laatste reis"
14. "23:20" - 1:42
15. "Byrgið" - 1:36
 "De schuilplaats"
16. "Áfram Ísland" - 1:22
 "Kom op IJsland"
17. "Allt Tekur Sinn Tíma!" - 2:46
 "Alles op zijn tijd"
18. "Hannes" - 2:39
19. "Óskabörn Þjóðarinnar" - 4:45
 "Voorbeeldburgers"